# باشگاه فوتبال آیه‌یاوادی یونایتد
باشگاه فوتبال آیه‌یاوادی یونایتد یک باشگاه فوتبال حرفه‌ای اهل میانمار است که در پاتین، آیه‌یاروادی مستقر است. این باشگاه در سال ۲۰۰۹ یکی از اعضای بنیانگذار لیگ ملی میانمار بود. این باشگاه در اولین دوره مسابقات جام حذفی میانمار در جایگاه آخر قرار گرفت. مالکان سابق دلتا یونایتد، این باشگاه را به دست گرفتند. در حال حاضر، در مجموع ۲۶ کارآفرین از منطقه آییاوادی این باشگاه را اداره می‌کنند.
در سال ۲۰۱۱، دلتا یونایتد به آیاوادی یونایتد تغییر نام داد. این باشگاه قبلاً متعلق به یک سرمایه‌دار بزرگ به نام زاو زاو بود.